# Daixu
Daixu (kinesiska: 戴圩, 戴圩镇) är en köping i Kina. Den ligger i provinsen Jiangsu, i den östra delen av landet, omkring 270 kilometer norr om provinshuvudstaden Nanjing. Antalet invånare är 44488. Befolkningen består av 21 700 kvinnor och 22 788 män. Barn under 15 år utgör 19,0 %, vuxna 15-64 år 70 %, och äldre över 65 år 10,0 %.
Genomsnittlig årsnederbörd är 1 017 millimeter. Den regnigaste månaden är juli, med i genomsnitt 234 mm nederbörd, och den torraste är januari, med 11 mm nederbörd.